# Anii de viață ajustați cu incapacitate
Anii de viață ajustați cu incapacitate sau anii de viață ajustați în funcție de incapacitate (DALY sau disability-adjusted life years în limba engleză) este un indicator folosit de sistemul de sănătate care însumează pierderea de vieți prin decese premature și anii trăiți cu incapacitate date de prezența bolii.
Se calculează astfel: DALY = YLL + YLD, unde YLL = anii de viață pierduți (years of life lost) ca urmare a deceselor premature, și YLD = anii trăiți cu incapacitate (years lived with disability) sau cu alterarea comportamentului și/sau a facultăților motrice.

## Vezi și
- Speranță de viață